# Kōhei Yamamoto (Fußballspieler)
Kōhei Yamamoto (japanisch 山本 孝平 Yamamoto Kōhei; * 15. April 1986 in der Präfektur Kanagawa) ist ein japanischer Fußballspieler.

## Karriere
Yamamoto erlernte das Fußballspielen in der Universitätsmannschaft der Hōsei-Universität. Seinen ersten Vertrag unterschrieb er 2009 bei Shonan Bellmare. Der Verein spielte in der zweithöchsten Liga des Landes, der J2 League. Im Mai 2009 wechselte er zum Ligakonkurrenten Mito HollyHock. Für den Verein absolvierte er 13 Ligaspiele.